# Robert Jung
Robert Jung (ur. 19 grudnia 1944 w Kaiserslautern) – niemiecki piłkarz, a także trener.

## Kariera piłkarska
Jung jako junior występował w zespole 1. FC Kaiserslautern. Nie awansował jednak do jego pierwszej drużyny i w 1963 roku odszedł do VfR Kaiserslautern, grającego w Regionallidze. W sezonie 1964/1965 spadł z nim do 1. Amateurligi. W 1966 roku został zawodnikiem klubu FK Pirmasens z Regionalligi. Od sezonu 1974/1975 występował z nim w nowo utworzonej 2. Bundeslidze. W 1976 roku przeniósł się do zespołu trzeciej ligi (Verbandsligi) – FK Clausen. Po dwóch sezonach wrócił jednak do Pirmasens, występującego już w Oberlidze, również stanowiącej trzeci poziom rozgrywek. W 1979 roku zakończył tam karierę.
W 2. Bundeslidze Jung rozegrał 69 spotkań.

## Kariera trenerska
W swojej karierze trenerskiej Jung prowadził zespoły FK Clausen, FK Pirmasens, FSV Salmrohr, Kickers Offenbach, SC Birkenfeld, 1. FSV Mainz 05, Rot-Weiss Frankfurt, SV Wehen, FC Dahn, Wormatia Worms, SC Hauenstein, SV Erlenbrunn, SV Mehring oraz FC Homburg.
W tym czasie dwukrotnie trenował kluby występujące w 2. Bundeslidze: FSV Salmrohr w sezonie 1986/1987, a także 1. FSV Mainz 05 w okresie lat 1989–1992.